# Campeonato Mundial de Luge de 2025
El LIII Campeonato Mundial de Luge se celebró en Whistler (Canadá) entre el 6 y el 8 de febrero de 2025 bajo la organización de la Federación Internacional de Luge (FIL) y la Federación Canadiense de Luge.
Las competiciones se realizaron en el Centro de Deportes de Deslizamiento de Whistler. Fueron disputadas siete pruebas, dos masculinas, dos femeninas y tres mixtas.

## Medallistas
| Evento                                                                           | Oro | Plata | Bronce |
| -------------------------------------------------------------------------------- | --- | --- | --- |
| Masculino individual (08.02)                                                     | Max Langenhan · Alemania · 1:39,922                                                                                             | Felix Loch · Alemania · 1:40,057                                                                               | Nico Gleirscher · Austria · 1:40,144                                                                                 |
| Masculino doble (07.02)                                                          | Hannes Orlamünder · Paul Gubitz · Alemania · 1:16,538                                                                           | Mārtiņš Bots Roberts Plūme Letonia 1:16,640                                                                    | Tobias Wendl · Tobias Arlt · Alemania · 1:16,671                                                                     |
| Femenino individual (07.02)                                                      | Julia Taubitz · Alemania · 1:17,206                                                                                             | Merle Fräbel · Alemania · 1:17,247                                                                             | Emily Sweeney Estados Unidos 1:17,249                                                                                |
| Femenino doble (07.02)                                                           | Selina Egle · Lara Kipp · Austria · 1:17,724                                                                                    | Jessica Degenhardt · Cheyenne Rosenthal · Alemania · 1:17,753                                                  | Dajana Eitberger · Magdalena Matschina · Alemania · 1:17,784                                                         |
| Individual mixto (06.02)                                                         | Max Langenhan · Julia Taubitz · Alemania · 1:22,354                                                                             | Jonathan Gustafson Emily Sweeney Estados Unidos 1:22,449                                                       | David Gleirscher · Madeleine Egle · Austria · 1:22,678                                                               |
| Doble mixto (06.02)                                                              | Thomas Steu · Wolfgang Kindl · Selina Egle · Lara Kipp · Austria · 1:22,894                                                     | Hannes Orlamünder · Paul Gubitz · Dajana Eitberger · Magdalena Matschina · Alemania · 1:22,912                 | Tobias Wendl · Tobias Arlt · Jessica Degenhardt · Cheyenne Rosenthal · Alemania · 1:22,991                           |
| Equipo mixto femenino ind. doble masculino masculino ind. doble femenino (08.02) | Alemania · Julia Taubitz · Hannes Orlamünder · Paul Gubitz · Max Langenhan · Jessica Degenhardt · Cheyenne Rosenthal · 2:50,361 | Austria · Madeleine Egle · Thomas Steu · Wolfgang Kindl · Nico Gleirscher · Selina Egle · Lara Kipp · 2:50,492 | Canadá · Embyr-Lee Susko · Devin Wardrope · Cole Zajanski · Theo Downey · Beattie Podulsky · Kailey Allan · 2:51,641 |

## Medallero
| Núm. | País           | Oro | Plata | Bronce | Total |
| ---- | -------------- | --- | ----- | ------ | ----- |
| 1    | Alemania       | 5   | 4     | 3      | 12    |
| 2    | Austria        | 2   | 1     | 2      | 5     |
| 3    | Estados Unidos | 0   | 1     | 1      | 2     |
| 4    | Letonia        | 0   | 1     | 0      | 1     |
| 5    | Canadá         | 0   | 0     | 1      | 1     |
|      | TOTAL          | 7   | 7     | 7      | 21    |